# 西馬沙迪紐
9°25′31″S 61°59′51″W / 9.42528°S 61.99750°W
西馬沙迪紐（葡萄牙語：Machadinho d'Oeste），是巴西的城鎮，位於該國西北部，由朗多尼亞州負責管轄，始建於1998年5月11日，面積8,509平方公里，2010年人口31,135，人口密度每平方公里3.66人。